# Beli ap Rhun
Beli ap Rhun (né vers 517 et mort en 599) était un roi de Gwynedd (Pays de Galles). Il monta sur le trône probablement en 586 à la mort de son père, Rhun. 

## Contexte
Les généalogies royales Harleian genealogies du Jesus College MS. 20 et du  Hengwrt MS. 202 le présente comme une descendant et un ancêtre de rois, et sans doute un roi lui-même. Le Bonedd y Saint dit qu'il est l'ancêtre de Saint Edeyrn (le Bonedd y Saint indique qu'il est le fils de Nudd or Lludd qui est le fils de Beli alors que le Hengwrt MS. 202 relève qu'il est le fils de Beli.
On ne sait pratiquement rien de lui car son règnesemble avoir été une période  de relative paix et de stabilité politique qui ne laissa le souvenir d'aucun fait susceptible d'être relevé les chroniqueurs postérieurs. Il a comme successeur vers 599 son fils Iago.

## Source
- (en) Mike Ashley The Mammoth Book of British Kings & Queens Robinson (Londres 1998)   (ISBN 1841190969) « Beli ap Rhun Gwynedd  580s - c599 » p. 144.